# Älvsjö (okręg administracyjny)
Älvsjö – okręg administracyjny (stadsdelsområde) w ramach gminy Sztokholm, położony w jej południowej części (Söderort).
Według danych opublikowanych przez gminę Sztokholm, 31 grudnia 2014 r. stadsdelsområde Älvsjö liczyło 27 205 mieszkańców, obejmując następujące dzielnice (stadsdel):
- Älvsjö
- Herrängen
- Liseberg
- Långbro
- Långsjö
- Örby Slott
- Solberga

Powierzchnia wynosi łącznie 9,27 km², z czego 0,16 km² stanowią wody.